# Winter World University Games 2025/Skilanglauf
Bei den Winter World University Games 2025 wurden elf Wettkämpfe im Skilanglauf ausgetragen.

## Bilanz

### Medaillenspiegel
| Platz  | Land        | 00 | 00 | 00 | Gesamt |
| ------ | ----------- | -- | -- | -- | ------ |
| 1      | Finnland    | 2  | 2  | 4  | 8      |
| 2      | Polen       | 2  | –  | 2  | 4      |
| 3      | Estland     | 1  | 2  | –  | 3      |
| 3      | Japan       | 1  | 2  | –  | 3      |
| 5      | Schweiz     | 1  | 1  | 1  | 3      |
| 6      | Norwegen    | 1  | –  | –  | 1      |
| 6      | Deutschland | 1  | –  | –  | 1      |
| 8      | Frankreich  | –  | 1  | 1  | 2      |
| 9      | Italien     | –  | 1  | –  | 1      |
| 10     | Bulgarien   | –  | –  | 1  | 1      |
| Gesamt | Gesamt      | 9  | 9  | 9  | 27     |

### Medaillengewinner

#### Männer
| Disziplin                     | Gold                                                        | Silber                                                       | Bronze                                                             |
| ----------------------------- | ----------------------------------------------------------- | ------------------------------------------------------------ | ------------------------------------------------------------------ |
| 10 km Freistil                | Olaf Talmo                                                  | Nico Bennert                                                 | Mario Matikainow                                                   |
| 20 km Massenstart klassisch   | Markus Kasanen                                              | Daito Yamazaki                                               | Nico Bennert                                                       |
| Sprint klassisch              | Nolan Gertsch                                               | Valtteri Pennanen                                            | Markus Kasanen                                                     |
| 4 × 7,5 km klassisch/Freistil | JapanSho Kasahara Ikuya Takizawa Daito Yamazaki Kanta Sakai | SchweizNolan Gertsch Silvan Durrer Maxime Béguin Jan Fässler | FinnlandTopias Kemppi Markus Kasanen Eelis Valikainen Nico Bennert |

#### Frauen
| Disziplin                     | Gold                                                       | Silber                                                           | Bronze                                                                     |
| ----------------------------- | ---------------------------------------------------------- | ---------------------------------------------------------------- | -------------------------------------------------------------------------- |
| 10 km Freistil                | Izabela Marcisz                                            | Maria Eugenia Boccardi                                           | Carla Wohler                                                               |
| 20 km Massenstart klassisch   | Keidy Kaasiku                                              | Kaidy Kaasiku                                                    | Izabela Marcisz                                                            |
| Sprint klassisch              | Izabela Marcisz                                            | Kaidy Kaasiku                                                    | Anni Lindroos                                                              |
| 4 × 7,5 km klassisch/Freistil | FinnlandHanna Ray Elsa Torvinen Iida Vuollet Anni Lindroos | JapanChika Honda Takane Tochitani Karen Hatakeyama Kaho Nakajima | FrankreichFélicie Chappaz Manon Favre Bonvin Julie Marciniak France Pignot |

#### Mixed
| Disziplin           | Gold                                        | Silber                                 | Bronze                                |
| ------------------- | ------------------------------------------- | -------------------------------------- | ------------------------------------- |
| Teamsprint Freistil | Deutschland 1Miriam Reisnecker Marius Bauer | Frankreich 2Félicie Chappaz Hugo Serot | Polen 1Izabela Marcisz Lukasz Gazurek |